# Матвеев, Валентин Владимирович
Валенти́н Влади́мирович Матве́ев (род. 10 ноября 1929, с. Тростянец) — советский и украинский учёный-механик, 1976 — доктор физико-математических наук, 1982 — профессор, 1982 — заслуженный деятель науки УССР, лауреат Государственной премии СССР 1982 года, лауреат премии им. А. Динника Академии наук УССР 1985 года, 1990 — член-корреспондент НАНУ,1996 — член Нью-Йоркской академии наук, 2006 — академик НАНУ по отделу механики. Награждён орденом «Знак Почёта», «За заслуги» 3 степени, медалью «Ветеран труда», 1987 — почётной медалью Чехословацкого общества механиков «За заслуги в развитии механики».
Происходит из семьи военнослужащего и учительницы. В 1952 году окончил Киевский автомобильно-дорожный институт, в 1957—1962 работает аспирантом на кафедре сопротивления материалов.
В 1950-х годах работал в ГАИ и МВД УССР.

## Научный путь
С 1966 года работает в Институте проблем прочности АН УССР.
С 1975 по 1995 год — заведующий отделом вибрационной надежности Института проблем прочности, одновременно в 1977—1988 — заместитель директора по научной работе.
В 1976 году защищает докторскую диссертацию: «Механический гистерезис и демпфирование колебаний деформируемых тел».
В 1977—1983 годах работает профессором кафедры динамики и прочности машин и сопротивления материалов.
С 1979 года — в составе Научного совета НАНУ по профилю «Механика деформируемого твердого тела».
В 1982—2005 годах — в составе секции машиностроения и транспорта Комитета по Государственным премиям Украины в области науки и техники.
С 1983 года — заместитель академика-секретаря отдела механики НАНУ.
В течение 1983—1993 годов входил в состав Национального комитета СССР по теоретической и прикладной механики, с 1992 — в составе Национального комитета России.
Был заместителем председателя Комиссии космических исследований Академии наук Украины, в 1977—1984 годах — заместитель ответственного редактора сборника «Космические исследования на Украине».
В 1986—1992 годах возглавляет Государственную экзаменационную комиссию по профилю «Динамика и прочность машин» Киевского политехнического института.
В 1992—1996 годах — вице-президент ассоциации «Надежность машин и сооружений», в тех же годах — заместитель председателя Технического комитета Украины по стандартизации «Надежность техники».
С 1993 года входит в состав Национального комитета Украины по теоретической и прикладной механике.
С 1996 года в институте прочности возглавляет отдел колебаний и вибрационной надежности.
С 1998 года входит в состав Национального комитета Украины по машиноведения.
Был в редакционных коллегиях специализированных журналов и межведомственного сборника.

## Научное наследие
К его основным работам касаются:
- колебаний механических систем,
- прочности материалов и элементов конструкций в экстремальных условиях циклической нагрузки.

Является автором и соавтором более 350 научных трудов, из них 11 монографий и справочников, в частности:
- «Вибропоглощающие свойства конструкционных материалов» — 1971, в соавторстве, 1976 — изданы на польском языке,
- «Справочник по сопротивлению материалов» — в соавторстве, 1975, 1980 в 1975 и 1985 годах выпущено на французском языке, 1979, 1985, 1989 — испанском, 1985 — португальском.
- «Прочность материалов и элементов конструкций в экстремальных условиях» — 1980, в двух томах, в соавторстве,
- «Демпфирование колебаний тел, которые деформируются» — 1985,
- 2005 — «Прочность материалов и конструкций», в соавторстве,

## Семья
Его жена, Леся Васильевна († 2012) — доктор исторических наук, директор Института востоковедения НАНУ.
Их дочь, Татьяна Валентиновна , — по образованию инженер, директор Киевского отделения МОО «Центр содействия жилищным и муниципальным проблемам», сын — Сергей Валентинович — кандидат технических наук.